# Le pacte
Le pacte è un EP di Black M, membro dei Sexion d'Assaut e Bakry.

## Tracce
1. Intro
2. Moi cest
3. La reussite feat straika d
4. Le pacte
5. Reglement dcompte feat kizito
6. Mon son sevade
7. Rap game feat reeno et templar (ulteam atom)
8. Le coup final feat ad haplokia gims et anry